# Gare de Havelange
La gare de Havelange est une ancienne gare ferroviaire belge de la ligne 126, de Statte à Ciney située sur le territoire de la commune de Havelange, dans la province de Namur en Région wallonne.

## Situation ferroviaire
La gare de Havelange était située au point kilométrique (PK) 24,90 de la ligne 126, de Statte à Ciney entre la gare des Avins et la halte de Bormenville.

## Histoire
La section de Modave à Ciney de la ligne concédée à la Société anonyme du chemin de fer Hesbaye-Condroz est mise en service le 1er février 1877 par les Chemins de fer de l'État belge
. La station est implantée en contrebas du chef-lieu de la commune, à une certaine distance.
La SNCB supprime les trains de voyageurs de la ligne 126 le 11 novembre 1962, puis ceux de marchandises en 1973. Les rails sont conservés à titre stratégique mais finalement retirés en 1999.
Un RAVeL a depuis été créé sur l'ancienne ligne de chemin de fer. L'ancien bâtiment de la gare a été transformée en maison par un particulier.

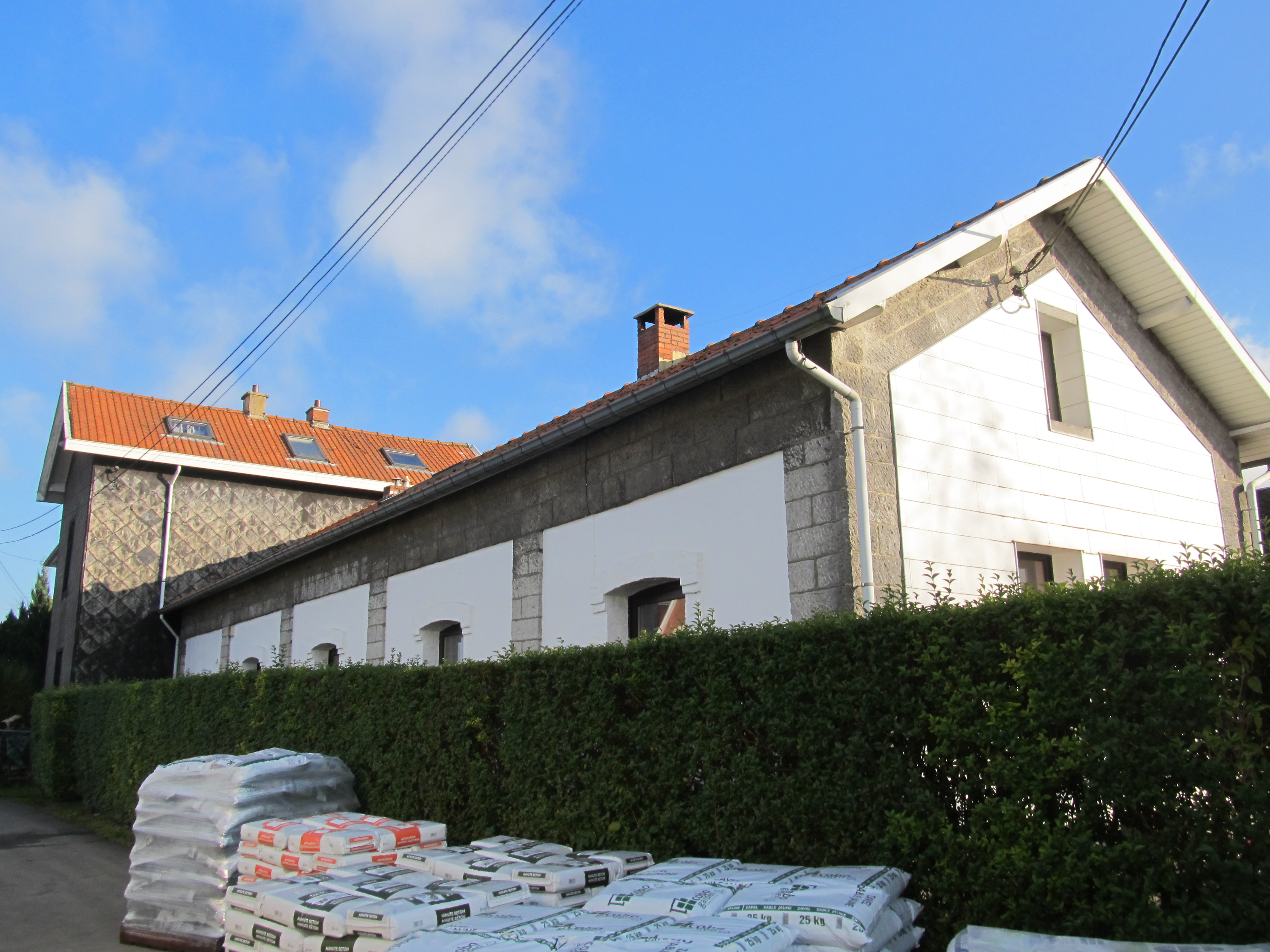
Bâtiment vu depuis l'ancienne place de la gare.
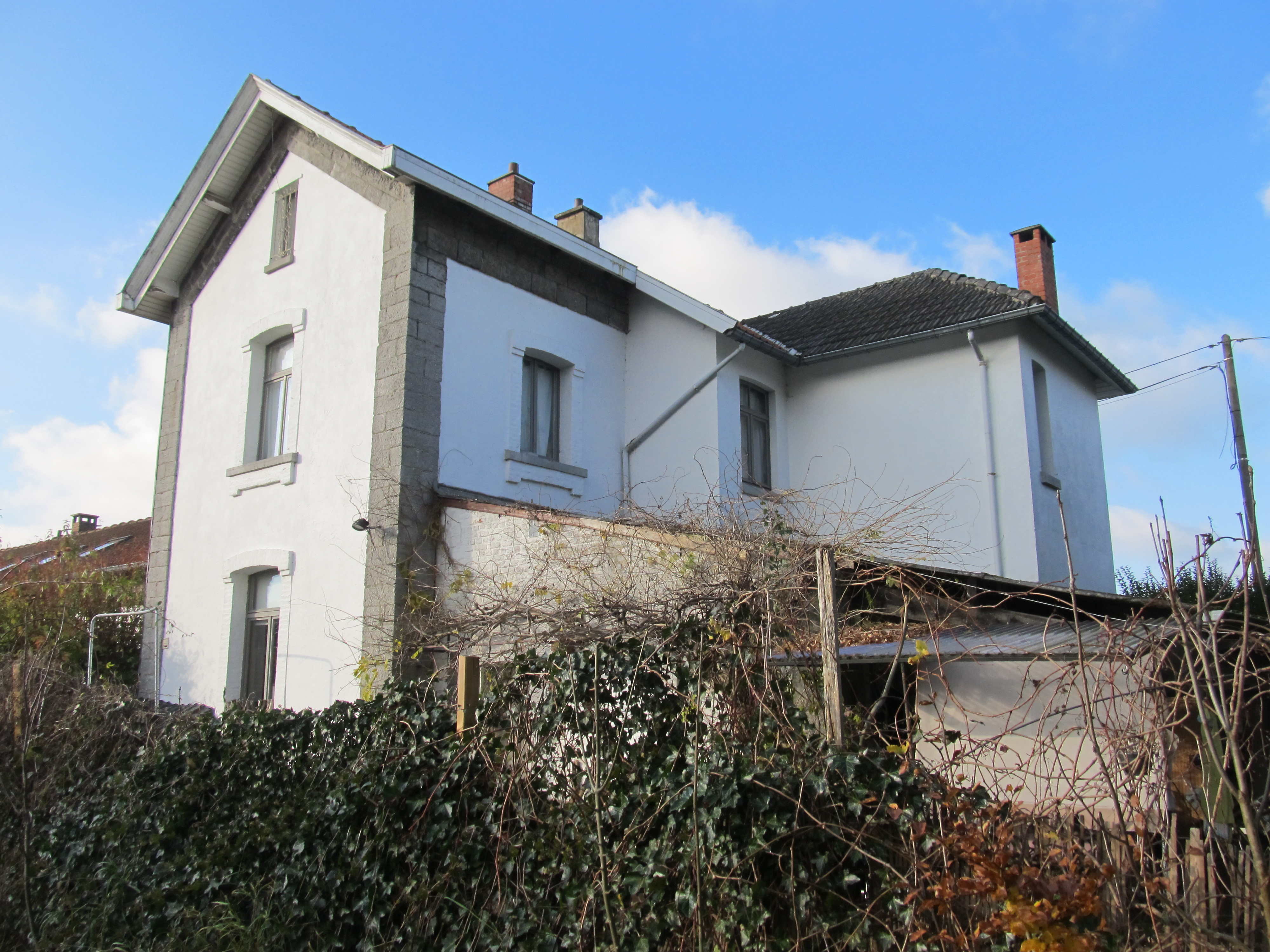
Corps de logis et aile de service.
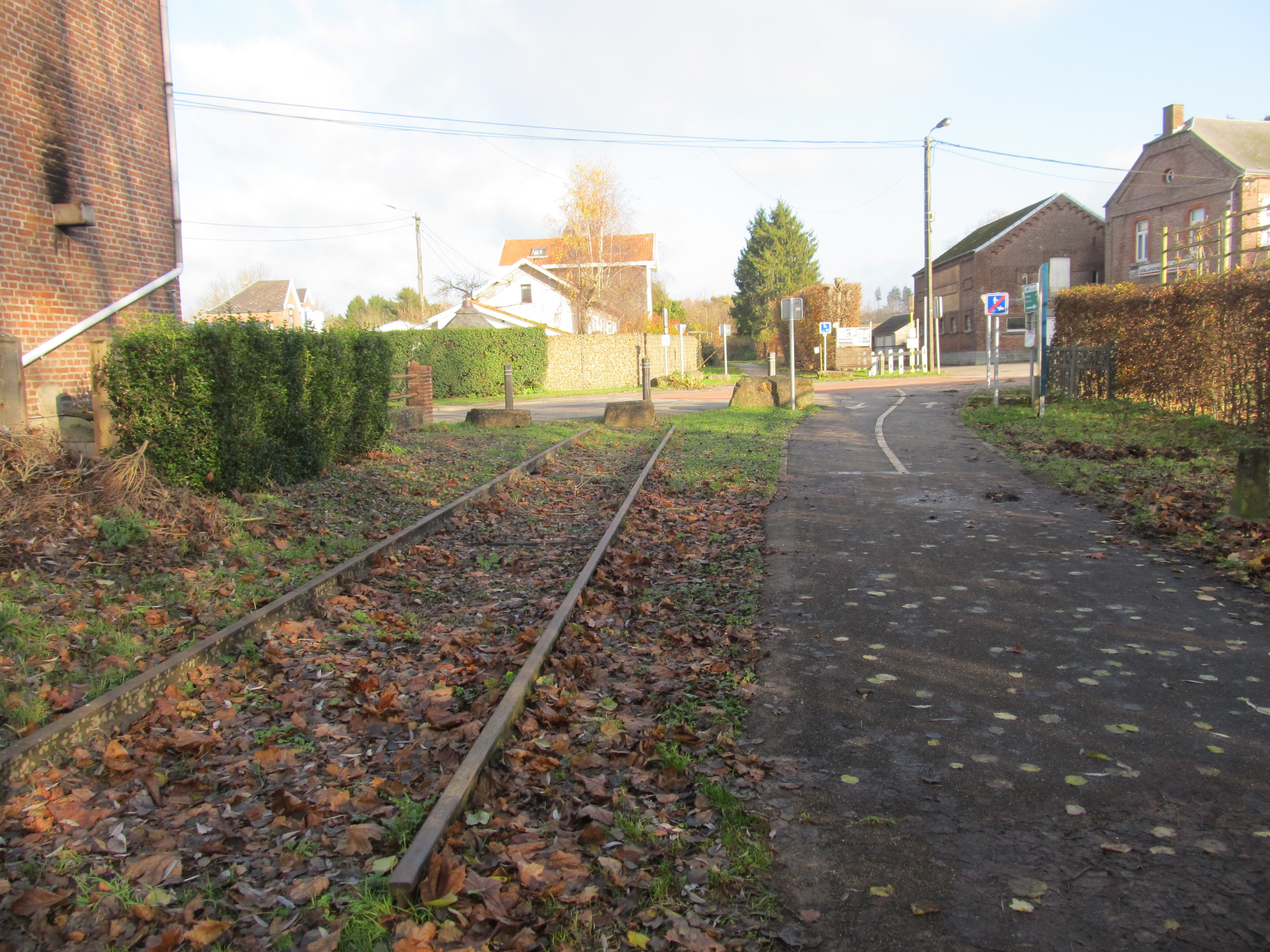
RAVeL et vestige de la voie.

## Patrimoine ferroviaire
Comme toutes les gares intermédiaires bâties durant les années 1870 sur les lignes 126 et 127, exception faite de Huy-Sud, le bâtiment des recettes de la gare de Havelange appartient à un plan type standard de la compagnie Hesbaye-Condroz lequel se caractérise par trois parties : une aile basse (comptant ici cinq travées) pour l'accueil des voyageurs, du guichet et des colis ; un large corps de logis d'une seule travée latérale et une aile de service de dimensions variables (celle de Havelange apparaît d'abord avec un seul niveau et un toit plat et a par la suite été surhaussée avant sa fermeture). Une halle à marchandises est ajoutée vers 1900.
Revendus par l'administration des Domaines, ces deux bâtiments sont désormais propriété privée.
Une maison de garde barrière, bâtie par les Chemins de fer de l’État belge, est également visible par les usagers du RAVeL. Quelques mètres de voie ont été conservés devant ce dernier bâtiment.